# شهرستان هواچون
شهرستان هواچون (به کره‌ای: 화천군) یک شهرستان در شمال‌شرق کره جنوبی (مرکز شبه‌جزیره کره) است که در تابعیت استان گانگوون قرار دارد.
شهرستان هواچون ۹۰۹٫۱۰ کیلومتر مربع مساحت و ۲۲٬۵۹۶ نفر جمعیت دارد.

## تاریخ
بین سال‌های ۱۸۹۵ و ۱۹۰۲ میلادی، نام این شهرستان «نانگ‌چون» [낭천군] بوده.
در سال ۱۹۱۷ میلادی، مرکز این شهرستان از «قصبهٔ گونّه» به «قصبهٔ هواچون» تغییر نام داد.
با ساخت سد هواچون در سال ۱۹۴۱ میلادی در  کره تحت استعمار ژاپن، مرز بین دو قصبهٔ هواچون و گاندونگ تغییر کرده و در میان دریاچهٔ پشت‌سد جدید قرار گرفت. اراضی شمال دریاچه شامل دو روستای «دونگچون» و «ته‌سان» در تابعیت قصبهٔ هواچون قرار گرفتند.
پس از استقلال کره از ژاپن در سال ۱۹۴۵ میلادی، این کشور به دو نیمه تقسیم شد. مرز بین دو کره در آن زمان، مدار ۳۸ درجه شمالی در نظر گرفته شده بود. این مدار از میان استان (تاریخی) گانگوون عبور می‌کند. در نتیجه استان گانگوون به نیمهٔ شمالی و نیمهٔ جنوبی تقسیم شد. تمامی اراضی این شهرستان، در شمال این مدار قرار گرفتند، و در تبعیت استان (شمالی) گانگوون قرار گرفت. 
در همین زمان، اراضی «قصبهٔ بوک‌سان» [북산면] از شهرستان چونچون که در شمال مدار ۳۸ درجه بودند ضمیمهٔ «قصبهٔ گاندونگ»‌ شدند.
در همین زمان، «قصبهٔ سانه» از شهرستان چونچون نیز که در شمال مدار ۳۸ درجه بود، به کره شمالی پیوسته و در تابعیت شهرستان گیم‌هوا قرار گرفت. «قصبهٔ سانه» با الصاق بخش‌هایی از اراضی «قصبهٔ سابوک» [사북면] از شهرستان چونچون و «قصبهٔ بوک (شمالی)» [북면] از شهرستان گاپیونگ در استان گیونگ‌گی نیز که در شمال مدار ۳۸ درجه بود، به «قصبهٔ سانه» ضمیمه شدند.
با پایان جنگ کره در سال ۱۹۵۳ میلادی و امضای آتش‌بس بین کره شمالی و ایالات متحده آمریکا، اراضی این شهرستان به تابعیت دولت کره جنوبی در آمد. در نتیجه، در نوامبر ۱۹۵۴ میلادی، این شهرستان، تحت مدیریت استان (جنوبی) گانگوون مجددا تاسیس شد.

در همین زمان، اراضی  اراضی سابق «قصبهٔ بوک‌سان» [북산면] و «قصبهٔ سابوک» [사북면] به شهرستان چونچون باز گردانده شدند. اراضی سابق «قصبهٔ بوک (شمالی)» [북면] از شهرستان گاپیونگ در استان گیونگ‌گی به این شهرستان برگردانده شد. «قصبهٔ سانه» بجای برگردانده شدن به شهرستان چونچون، به شهرستان هواچون ضمیمه شد.
در ماه مه سال ۱۹۷۹ میلادی، «قصبه هواچون» به شهرک ارتقاء یافت. 

## تقسیمات اداری
شهرستان هواچون به ۱ شهرک و ۴ قصبهٔ تابعه تقسیم شده است. در تابعیت این تقسیمات اداری، در مجموع ۴۰ عدد روستا وجود دارد.
|              |                |        |                               |                               |                      |            |        |  |  |  |
| نام          | کره‌ای (هانگول) | هانجا  | برگردان لاتین (نظام اصلاح‌شده) | برگردان لاتین (مک‌کیون–ریشاور) | مساحت (کیلومتر مربع) | جمعیت-۲۰۲۵ | خانوار |  |  |  |
| شهرک هواچون  | 화천읍         | 華川邑 | Hwacheon-eup                  | Hwach'ŏn-ŭp                   | ۲۹۱٫۷۳               | ۸٬۱۸۹      | ۴٬۰۶۰  |  |  |  |
| قصبه سانگسو  | 상서면         | 上西面 | Sangseo-myeon                 | Sangsŏ-myŏn                   | ۲۱۹٫۲۵               | ۳٬۴۴۳      | ۲٬۱۰۹  |  |  |  |
| قصبه سانه    | 사내면         | 史內面 | Sanae-myeon                   | Sanae-myŏn                    | ۱۵۱٫۱۷               | ۵٬۶۲۴      | ۲٬۹۹۷  |  |  |  |
| قصبه گاندونگ | 간동면         | 看東面 | Gandong-myeon                 | Kandong-myŏn                  | ۱۲۸٫۲۰               | ۲٬۵۵۱      | ۱٬۴۸۷  |  |  |  |
| قصبه هانام   | 하남면         | 下南面 | Hanam-myeon                   | Hanam-myŏn                    | ۱۱۸٫۵۹               | ۲٬۷۸۹      | ۱٬۳۳۹  |  |  |  |

### لیست روستاها
شهرک هونگ‌چون
| - آ (아리، A‑ri) - پونگسان (풍산리، Pungsan‑ri) - دونگچون (동촌리، Dongchon‑ri) | - ده‌ئی (대이리، Daei‑ri) - سفلی (ها) (하리، Ha‑ri) - شینوپ (신읍리، Sineup‑ri) | - علیا (سانگ) (상리، Sang‑ri) - وسطی (جونگ) (중리، Jung‑ri) |

قصبه سانگسو
| - بوچون (부촌리، Buchon‑ri) - بونگو (봉오리، Bongo‑ri) - پاپو (파포리، Papo‑ri) - جانگچون (장촌리، Jangchon‑ri) | - داموک (다목리، Damok‑ri) - سان‌یانگ (산양리، Sanyang‑ri) - شینپونگ (신풍리، Sinpung‑ri) - شینده (신대리، Sindae‑ri) | - گوئون (구운리، Guun‑ri) - ماهیون (마현리、 Mahyeon‑ri) - نودونگ (노동리، Nodong‑ri) |

قصبه سانه
| - سامیل (삼일리، Samil‑ri) - ساچانگ (사창리، Sachang‑ri) | - گوانگدوک (광덕리، Gwangdeok‑ri) - میونگ‌وول (명월리، Myeongwol‑ri) | - یونگدام (용담리، Yongdam‑ri) |

قصبه گاندونگ
| - اوئوم (오음리، Oeum‑ri) - بانگچون (방천리، Bangcheon‑ri) - دوسونگ (도송리، Dosong‑ri) | - گانچوک (간척리، Gancheok‑ri) - گومان (구만리، Guman‑ri) - یوچون (유촌리، Yuchon‑ri) | - یونگهو (용호리، Yongho‑ri) |

قصبه هانام
| - آن‌پیونگ (안평리، Anpyeong‑ri) - سامهوا (삼화리، Samhwa‑ri) - سوئوجی (서오지리، Seooji‑ri) | - گوریه (거례리، Georye‑ri) - گیه‌سونگ (계성리، Gyeseong‑ri) - نون‌می (논미리، Nonmi‑ri) | - وون‌چون (원천리، Woncheon‑ri) - ویرا (위라리، Wira‑ri) - یونگام (용암리، Yongam‑ri) |